# Архієпархія Сеула

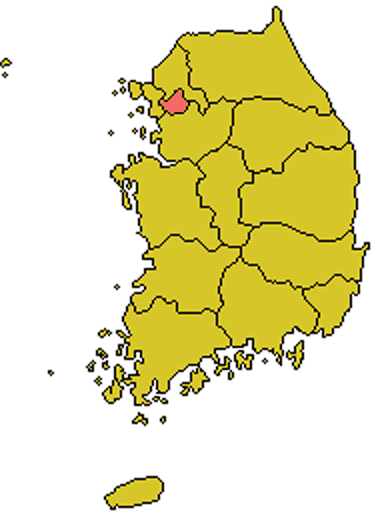
Розташування архієпархії Сеула на карті Південної Кореї

Архієпархія Сеула (лат. Archidioecesis Seulensis) — архієпархія Римо-католицької церкви з центром в місті Сеул, Південна Корея. У митрополію Сеула входять єпархії Вонджу, Інчхона, Пхеньяна, Сувона, Теджона, Чхунчхона, Хамхіна, Ійджонбу. Кафедральним собором архієпархії Сеула є церква Непорочного Зачаття Пресвятої Діви Марії у Сеулі.

## Історія
9 вересня 1831 Папа Римський Григорій XVI випустив бреве Ex debito, яким заснував апостольський вікаріат Кореї, виділивши його з єпархії Пекіна (нині — архієпархія Пекіна). Керівництво Католицької церкви в Кореї доручили місіонерам з організації Паризьке товариство закордонних місій.
У 1911 апостольський вікаріат Кореї перейменований на апостольський вікаріат Сеула, одночасно частина його території була передана для зведення нового апостольського вікаріату Тайку (нині — архієпархія Тегу).
10 березня 1962 Папа Римський Іоанн XXIII випустив буллу Fertile Evangelii semen, якою звів апостольський вікаріат Сеула в ранг архієпархії.
У наступні роки архієпархія Сеула, що включала спочатку весь Корейський півострів, передала частину своєї території для створення нових церковних структур:
- 5 серпня 1920 — апостольському вікаріату Вонсана (нині — єпархія Хамхина);
- 17 березня 1927 — апостольській префектурі Хп'єнг-йанга (нині — єпархія Пхеньяна);
- 25 квітня 1939 — апостольській префектурі Шунсена (нині — єпархія Чхунчхона);
- 23 червня 1958 — апостольському вікаріату Чонджу і Теджона (нині — єпархії Чхонджу і Теджона);
- 6 червня 1961 — апостольському вікаріату Інчхена (нині — єпархія Інчхона);
- 7 жовтня 1963 — єпархії Сувона;
- 24 червня 2004 — єпархії Ійджонбу.

## Ординарії архієпархії
- єпископ Barthélemy Bruguière (9.09.1831 — 20.10.1835);
- святий єпископ Лаврентій Ембер (26.10.1836 — 21.09.1839);
- єпископ Jean-Joseph-Jean-Baptiste Ferréol (14.08.1843 — 3.02.1853);
- святий єпископ Симеон Франсуа Берне (5.08.1854 — 8.03.1866);
- святий єпископ Антуан Давелюї (8.03.1866 — 30.03.1866);
- єпископ Pedro Núñez y Pernia (24.09.1868 — 16.03.1884);
- єпископ Félix-Clair Ridel (27.04.1869 — 20.06.1884);
- єпископ Marie-Jean-Gustave Blanc (20.06.1884 — 21.02.1890);
- єпископ Gustave-Charles-Marie Mutel (2.09.1890 — 22.01.1933);
- єпископ Andrien-Jean Larribeau (23.01.1933 0 5.01.1942);
- архієпископ Paul Marie Kinam Ro (10.11.1942 — 23.03.1967);
- кардинал Стефан Кім Су Хван (9.04.1968 — 3.04.1998);
- кардинал Микола Чон Джин Сік (3.04.1998 — 10.05.2012);
- кардинал Андрій Йом Су Чжун (10.05.2012 — 28.10.2021);
- архієпископ Пітер Чон Сун Тхек (28.10.2021 — по теперішній час).